# Cora Sue Collins
Cora Sue Collins (Beckley, 19 aprile 1927 – Beverly Hills, 27 aprile 2025) è stata un'attrice statunitense, attiva da bambina nel periodo 1932-1945.

## Filmografia parziale
- The Unexpected Father, regia di Thornton Freeland (1932)
- Catene (Smilin' Through), regia di Sidney Franklin (1932)
- Silver Dollar, regia di Alfred E. Green (1932)
- Il delitto di Clara Deane (The Strange Case of Clara Deane), regia di Louis J. Gasnier e Max Marcin (1932)
- I milioni... che disgrazia! (They Just Had to Get Married), regia di Edward Ludwig (1932)
- Dinamite doppia (Picture Snatcher), regia di Lloyd Bacon (1933)
- Torch Singer, regia di Alexander Hall e George Somnes (1933)
- Il segreto di Nora Moran (The Sin of Nora Moran), regia di Phil Goldstone (1933)
- Black Moon, regia di Roy William Neill (1934)
- The World Accuses, regia di Charles Lamont (1934)
- L'amante sconosciuta (Evelyn Prentice), regia di William K. Howard (1934)
- Terra senza donne (Naughty Marietta), regia di Robert Z. Leonard e W. S. Van Dyke (1935)
- Anna Karenina, regia di Clarence Brown (1935)
- L'angelo delle tenebre (The Dark Angel), regia di Sidney A. Franklin (1935)
- Il sentiero della melodia (Harmony Lane), regia di Joseph Santley (1935)
- Al di là delle tenebre (Magnificent Obsession), regia di John M. Stahl (1935)
- Le avventure di Tom Sawyer (The Adventures of Tom Sawyer), regia di Norman Taurog (1938)
- Johnny Doughboy, regia di John H. Auer (1942)
- Grand hotel Astoria (Week-End at the Waldorf), regia di Robert Z. Leonard (1945)